# Birkan
Birkan ist ein türkischer männlicher Vorname und Familienname mit der Bedeutung, „adelig, aus einer adeligen Familie stammend“.

## Namensträger

### Vorname
- Birkan Akyol (* 1992), deutscher Boxer
- Birkan Kanber (* 1992), türkischer Fußballspieler
- Birkan Öksüz (* 1996), türkischer Fußballspieler

### Familienname
- Melis Birkan (* 1982), türkische Schauspielerin